# Fryderyk Sapieha
Fryderyk Mikołajewicz Sapieha herbu Lis (ur. przed 1599, zm. 1650) – wojewoda mścisławski w latach 1647–1650, podkomorzy witebski od 1620 roku, starosta grodzieński w 1636 roku, dworzanin Jego Królewskiej Mości.
Był synem Mikołaja. Studiował na Akademii Wileńskiej, potem na uniwersytecie w Ingolstadcie (od 1599).
W 1611 otrzymał starostwo ostryńskie, a w 1620 podkomorstwo witebskie. Poseł na sejm 1624 roku z powiatu grodzieńskiego. Brał udział w wojnie ze Szwecją w latach 1626–1629. Poseł z Grodna na sejm konwokacyjny 1632 roku. Brał udział w wyprawie smoleńskiej 1633–1634. Poseł sejmiku grodzieńskiego na sejm ekstraordynaryjny 1635 roku. Miał posłować na sejmy 1646 i konwokacyjny 1648, lecz prawdopodobnie nie wziął w nich udziału ze względu na stan zdrowia.
Był członkiem konfederacji generalnej zawiązanej 16 lipca 1632 roku. Był elektorem Władysława IV Wazy z województwa trockiego w 1632 roku.
Zmarł na przełomie kwietnia i maja 1650.